# Vladimir Alatortsev
Vladimir Alekseïevitch Alatortsev, né le 14 mai 1909 à Tourki dans l'Oblast de Saratov et mort le 13 janvier 1987 à Moscou, est un joueur d'échecs, un théoricien, un entraîneur, un organisateur et un responsable des échecs soviétique. 
Champion de Léningrad en 1933-1934, il finit deuxième du championnat d'URSS en 1933, derrière Mikhaïl Botvinnik et remporta le championnat de Moscou à deux reprises (en 1936 et 1937). Alatortsev reçut le titre de maître international à sa création en 1950 et celui de grand maître international honoraire en 1983. Il fut nommé arbitre international en 1953 et président de la Fédération soviétique des échecs de 1954 à 1961.

## Carrière de joueur
En 1931, Alatortsev finit troisième du championnat de Léningrad, puis deuxième l'année suivante, en 1932. En décembre 1933-janvier 1934, il devint champion de Léningrad devant Gueorgui Lissitsine. Il participa à neuf finales du championnat d'URSS et finit troisième ex æquo en 1933, deuxième en 1933 derrière Mikhaïl Botvinnik. Alatortsev finit premier ex æquo du championnat de Moscou en 1936 (avec Ilia Kan) et en 1937 (avec Sergueï Belavenets). En 1938, il remporta le championnat d'URSS des syndicats à Léningrad devant Andor Lilienthal, Vitali Tchekhover, Viatcheslav Ragozine, Aleksandr Tolouch et Gueorgui Lissitsine. En 1935, il annula un match contre Andor Lilienthal. En 1950, lors de sa dernière participation à une finale du championnat d'URSS, Alatortsev finit septième, ex æquo avec Isaac Boleslavski,  Efim Geller et Salo Flohr, devant Vladas Mikenas, Igor Bondarevski,  Tigran Petrossian et Youri Averbakh.
En 1948, Alatortsev fut le secondant de Vassily Smyslov lors du Championnat du monde d'échecs 1948 et resta son assistant jusqu'au tournoi des candidats de Zurich 1953, peu avant lequel le comité des sports décida de le remplacer par Simaguine contre l'avis de Smyslov.

## Contributions à la théorie des ouvertures
En 1958, Alatortsev  fut chargé de travailler avec un groupe de maîtres soviétiques dans le département des études d'échecs à l'institut de la culture physique de Moscou. Les recherches théoriques du groupe devaient relever le niveau des joueurs soviétiques. Le résultat du travail fut un livre publié en 1960 qui traite du développement des idées échiquéennes depuis Philidor jusqu'à l'époque moderne en insistant sur la coopération.
On doit à Alatortsev de nombreuses variantes d'ouverture :
- Dans la défense française :

1. e4 e6 ; 2. d4 d5 ; 3. Cc3 Fb4 ; 4. Cge2 dxe4 ; 5. a3 Fe7 ; 6. Cxe4 Cf6 ; 7. C2g3 O-O ; 8. Fe2 Cc6
- Variante du gambit dame accepté

1. d4 d5 ; 2. c4 dxc4 ; 3. Cf3 a6 ; 4. e3 Fg4 ; 5. Fxc4 e6 ; 6. d5
- Variante dans l'ordre des coups de la défense orthodoxe du Gambit dame refusé inventée en 1934 et utilisée par Tigran Petrossian lors du Championnat du monde d'échecs 1963 :

1. d4 d5 ; 2. c4 e6 ; 3. Cc3 Fe7
Les Noirs retardent le développement du Cf6 et empêchent les Blancs de jouer Fg5, mais ceux-ci peuvent jouer 4. Ff4.